# The Heliocentric Worlds of Sun Ra, Volume One
The Heliocentric Worlds of Sun Ra, Volume One è un album discografico del 1965 inciso dal musicista jazz Sun Ra e dalla sua Solar Arkestra.

## Il disco
L'album è un notevole esempio della radicale rottura che la musica dell'epoca di Sun Ra aveva eseguito sulle vigenti nozioni di melodia e armonia. Sebbene fortemente percussiva, normalmente la musica dispensa anche un continuo beat; invece la musica di Ra ruota sull'"intreccio dei principi creativi compositivi e l'improvvisazione con effetto programmatico". Ad un primo ascolto la prima cosa sulla quale ci si focalizza è la forte frammentazione della musica eseguita, gli spesso goffi passaggi rumoristici di gruppo e dei solisti. Il contrabbassista Boykins, i percussionisti Jimhmi Johnson, Pat Patrick, e Roger Blank, e il resto dell'Arkestra trascorrono molto del loro tempo maltrattando (intenzionalmente) i propri strumenti, producendo passaggi atonali di una qualità apparentemente infantile con poca attenzione alla struttura, alla melodia, o al ritmo. Tuttavia, si tratta di un "caos organizzato" messo in atto dallo stesso Sun Ra con l'intenzione di spingere i propri musicisti a perdere ogni inibizione per oltrepassare le regole precostituite, raggiungendo una libertà attraverso la quale esprimere la loro vera voce (anima).
L'album venne originariamente pubblicato con il titolo The Heliocentric Worlds of Sun Ra, con una copertina in bianco e nero disegnata dallo stesso Sun Ra. Questa edizione fu rimpiazzata da una con una nuova copertina color arancio e rosso opera di Howard Bernstein & Baby Jerry - raffigurante Sun Ra con il terzo occhio - e l'aggiunta al titolo della dicitura "Vol. 1" quando nel 1966 venne pubblicato anche The Heliocentric Worlds of Sun Ra, Volume Two.
L'album è stato ristampato su CD dalla ZYX-Music (ESP 1014-2) negli anni novanta.

### Differenti edizioni
L'album è stato pubblicato in diversi formati e da svariate case discografiche nel corso degli anni:
- ESP-Disk' 1014 (1965)
- Fontana STL 5514
- Phonogram BT-5055 (Giappone)
- Boots 2404 (1982)
- Happy Bird B 90131 (bootleg tedesco, 1983)
- Base ESPS-1014 (Italia, primi anni ottanta)
- Tobacco Road 111 (bootleg tedesco)
- Magic Music 30011 (CD bootleg tedesco, 1990)
- ESP 1014-2 (CD, 1992)

## Tracce
- Tutte le composizioni sono di Sun Ra

### Vinile 12"
Lato A
1. Heliocentric – 4:00
2. Outer Nothingness – 7:40
3. Other Worlds – 4:18

Lato B
1. The Cosmos – 7:20
2. Of Heavenly Things – 5:40
3. Nebulae – 3:16
4. Dancing in the Sun – 1:50

## Formazione
Musicisti
- Sun Ra - piano, basso marimba, Celesta elettrica, timpani
- Chris Capers - tromba
- Teddy Nance - trombone
- Bernard Pettaway - trombone basso
- Marshall Allen - Ottavino, sax alto, campane, Cimbali a spirale
- Danny Davis - flauto, sax alto
- Robert Cummings - clarinetto basso, Blocchi di legno
- John Gilmore - sax tenore, timpani
- Pat Patrick - sax baritono, timpani
- Ronnie Boykins - contrabbasso
- Jimhmi Johnson - batteria, percussioni, timpani

Produzione
- Richard L Alderson - ingegnere del suono